# Il cavalier Uragano
Il cavalier Uragano (The Galloping Kid) è un film muto del 1922 diretto da Nat Ross. La sceneggiatura di A.P. Younger e l'adattamento di Arthur F. Statter si basano su Misfit Turns Chaperone, storia di W. H. Hanby pubblicata su Adventure (data di pubblicazione sconosciuta).

## Trama

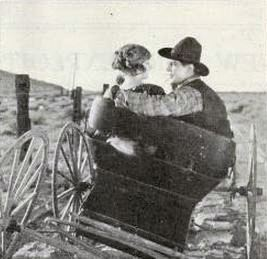
Edna Murphy e Hoot Gibson

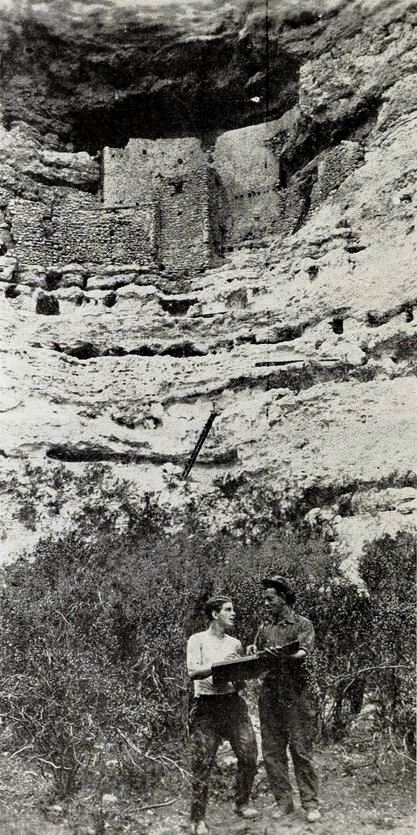
Hoot Gibson in una scena girata a Montezuma's Castle nei pressi di Prescott, in Arizona

Simplex Cox viene assunto come accompagnatore di Helen Arnett che è innamorata di Fred Bolston. Lui ci soffre, ma conquista la ragazza quando scopre che Bolston sta tramando per impossessarsi dei terreni del padre di Helen, ricchi di vene di platino.

## Produzione
Le riprese del film, prodotto dall'Universal Film Manufacturing Company, vennero completate a Victorville, in California. Fu girato con il titolo di lavorazione Misfit Turns Chaperone, per diventare poi The Galloping Kid.

## Distribuzione
Il copyright del film, richiesto dalla Universal Film Manufacturing Co., fu registrato il 25 agosto 1922 con il numero LP18185.
Distribuito dall'Universal, uscì nelle sale cinematografiche statunitensi l'11 settembre 1922.
 
In Italia, fu distribuito dall'Universal nel 1923 con il visto di censura numero 18125.
Non si conoscono copie ancora esistenti della pellicola che viene considerata presumibilmente perduta.